# 주진우 (1949년)
주진우(朱鎭旴, 1949년 8월 28일~)는 대한민국의 기업인, 정치인이다. 제15·16대 국회의원을 지냈다.

## 경력
- 사조그룹 회장
- 한국무역협회 이사장
- 한국경제인연합회 이사장
- 신한국당 민생개혁특위 농축수산분과위원장
- 신한국당 중앙상무위 농수산분과위원장
- 국회 농림해양수산위원
- 국회 원내부총무
- 한나라당 농림해양수산정책자문위원장, 중앙청년위원회 위원장
- 한나라당 경제대책특별위원, 당무위원, 총재비서실장, 국가혁신위원회 행정실장, 경제2직능위원회 위원장
- 15대(1996~2000) 국회의원(경북 고령·성주)
- 16대(2000~2004) 국회의원(경북 고령·성주)

## 학력
- 대구사범학교 부설국민학교 졸업
- 경북중학교 졸업
- 경기고등학교 졸업
- 서울대학교 사회과학대학 정치학과 학사
- 미국 컬럼비아 대학교 대학원 정치학 MA
- 미국 컬럼비아 대학교 대학원 정치학 박사과정 수료

### 비학위 수료
- 서울대학교 경영대학원 AMP과정 수료
- 고려대학교 언론대학원 최고위언론과정 수료

## 역대 선거 결과
|  | 27.65% |

|  | 49.28% |

## 같이 보기
- 고령군·성주군
- 고령군의 국회의원
- 성주군의 국회의원
- 사조그룹

## 가족 관계
- 아버지: 주인용(1921년~1979년)
- 어머니: 이일향(1930년~2024년 11월 2일)
- 배우자: 윤성애
  - 장남: 주지홍(1977년~)
  - 차남: 주제홍(1981년~2014년 7월 24일)
- 여동생, 누나: 주영주, 주연아, 주안나